# Cycle solaire 14
Le cycle solaire 14 est le quatorzième cycle solaire depuis 1755, date du début du suivi intensif de l'activité et des taches solaires. Il a commencé en 1902 et s'est achevé en 1913.